# Derecho de Magdeburgo
El Derecho de Magdeburgo (en alemán: Magdeburger Recht, polaco: Prawo magdeburskie, lituano: Magdeburgo teisė) fue uno de los más conocidos sistemas de derecho urbano. Se redactó en el siglo XIII en la ciudad alemana de Magdeburgo como derecho urbano feudal, en virtud del cual la actividad económica, los derechos de propiedad, la vida sociopolítica y el estado estamental de los ciudadanos se regulaban por un sistema jurídico propio, lo que se correspondía con el papel de las ciudades como centros de producción y el intercambio monetario y mercantil.
Las fuentes del Derecho de Magdeburgo, el Espejo Sajón (una compilación de la ley feudal alemana) y el estatuto de la ciudad de Magdeburgo, normalmente definían la organización de la producción artesanal, el comercio, el orden de elección y actividad del gobierno autónomo urbano, de los gremios de artesanos y comerciantes. Se mantuvo en vigor entre los siglos XIII y XVIII en Polonia, Bielorrusia, Lituania, Ucrania.
En el Gran Ducado de Lituania (sobre todo en el territorio de la moderna Bielorrusia, Lituania y Ucrania) obtuvieron el Derecho de Magdeburgo: Vilna (1387), Brest (1390), Goradnia (1391), Lutsk (1432), Slutsk (1441), Kiev (1494-1497), Pólatsk (1498), Minsk (1499), Maguilov (1561), Vítebsk (1597), Druya (1620), Kazímir (1643), Stanislav (1662), y otras ciudades.
Los residentes de las ciudades que obtenían el Derecho de Magdeburgo estaban exentos de obligaciones feudales. Sobre la base del Derecho de Magdeburgo en la ciudad se creaba un órgano de autogobierno electo, el magistrado. Con la introducción del Derecho de Magdeburgo se revocaba el derecho local, aunque la aplicación de las costumbres locales estaba permitida en caso de que las normas necesarias para la solución del caso no estuvieran previstas por el Derecho de Magdeburgo.
El Derecho de Magdeburgo no se aplicaba a la población judía, que no se consideraba parte de la población original de las ciudades de Europa Oriental. La excepción fue solo la ciudad lituana de Trakai, donde los judíos en 1444 obtuvieron el Derecho de Magdeburgo como un grupo independiente de los ciudadanos. 
En 1785, en el Imperio ruso fue establecido, inspirado en el Derecho de Magdeburgo, el Diploma sobre los derechos y ventajas a las ciudades del Imperio ruso (en ruso: Грамота на права и выгоды городам Российской империи, también conocido como "Жалованная грамота городам").
El 23 de diciembre de 1834, el emperador Nicolás I de Rusia abolió definitivamente el Derecho de Magdeburgo en Kiev, otorgado a la ciudad en 1494 por el Rey de Polonia y Gran duque de Lituania, Alejandro I Jagellón.